# Хок, Герман
Герман Хок (нем. Hermann Hock; 5 марта 1870, Франкфурт-на-Майне — 10 октября 1960, Франкфурт-на-Майне) — немецкий скрипач.
Начал учиться игре на скрипке в 1879 г., в том числе у франкфуртского скрипача Филиппа Кайзера. С 1885 года, получив стипендию, учился в Консерватории Хоха у Фрица Бассермана и Иоганна Нарет-Конинга. Дебютировал на сцене в 1887 году. С 1889 г. играл во Франкфуртском музейном оркестре, затем с 1890 г. в оркестре Франкфуртской оперы, в 1902—1932 гг. его концертмейстер. Играл вторую скрипку в струнном квартете Бассермана, затем основал собственный квартет, во главе которого дал во Франкфурте более 200 концертов за 20 лет. С 1944 г. на пенсии в Оберурзеле, последний год жизни провёл во Франкфурте в доме престарелых.
Был дружен с Гансом Пфицнером. Опубликовал мемуары «Жизнь со скрипкой» (нем. Ein Leben mit der Geige; 1950, предисловие Пауля Хиндемита).